# Tân Lập, Kon Rẫy
Tân Lập là một xã thuộc huyện Kon Rẫy, tỉnh Kon Tum, Việt Nam.
Xã Tân Lập có diện tích 73,5 km², dân số năm 2019 là 4.047 người, mật độ dân số đạt 55 người/km².